# Marianne Besselink
Marianne Besselink (Enschede, 28 juni 1972) is een Nederlands politica en bestuurster. Ze is lid van de PvdA. Sinds 1 januari 2024 is ze voorzitter van het college van bestuur van het Zone.college. 

## Loopbaan
Besselink werd in 1991 als achttienjarige namens de PvdA als Statenlid van Drenthe gekozen. Ze was daarmee op dat moment het jongste Statenlid in Nederland. Ze studeerde Management, Economie en Recht aan de HEAO. In 2004 behaalde ze een MBA aan de Hanzehogeschool Groningen. Van 1989 tot 1997 was ze actief in diverse bestuurlijke functies bij de Jonge Socialisten.
Van maart 1998 tot september 1999 was Besselink intercedent bij Randstad in Hoogeveen. Van september 1999 tot april 2000 was zij trainee/beleidsmedewerker bij de provincie Overijssel. Van april 2000 tot januari 2004 was zij bestuursadviseur van burgemeester Jacques Wallage van Groningen. Van januari 2004 tot november 2006 was zij directiesecretaris Stadsbeheer bij de gemeente Groningen.
Besselink was namens de PvdA van 30 november 2006 tot 17 juni 2010 Tweede Kamerlid. Haar portefeuille in de Tweede Kamer was voortgezet onderwijs, hoger onderwijs, wetenschap, kenniseconomie en innovatie. Bij de Tweede Kamerverkiezingen 2010 werd ze niet herkozen als Tweede Kamerlid. Ze was van juni tot november 2010 met zwangerschapsverlof.
Van november 2010 tot april 2011 ging Besselink weer aan de slag bij de gemeente Groningen, ditmaal als bestuurssecretaris OCSW. In april 2011 werd zij gedeputeerde van Groningen. Ze was verantwoordelijk voor wonen, welzijn, zorg, leefbaarheid en krimp. In april 2015 kwam er een einde aan haar deputaatschap, nadat haar partij niet terugkeerde in het college.
Van mei tot oktober 2015 keerde Besselink voor korte tijd terug bij de gemeente Groningen als programmaleider duurzaamheid en leefomgeving. Vanaf 21 oktober 2015 was zij burgemeester van Bronckhorst. Zij had openbare orde en veiligheid, handhaving, communicatie en recreatie en toerisme in haar portefeuille. Per 1 januari 2024 stopte zij als burgemeester van Bronckhorst en werd zij voorzitter van het college van bestuur van het Zone.college.
Besselink is lid van de adviesraad Stad en Regio van Platform31, lid van de beoordelingscommissie incidentele middelen leerlingendaling voortgezet onderwijs van het ministerie van Onderwijs, Cultuur en Wetenschap, en voorzitter van de Vereniging Nederlandse Organisaties Vrijwilligerswerk (NOV).
Besselink is gehuwd en heeft twee dochters.
- Parlement.com: vhebf73r5ksn